# Pogonophryne stewarti
Pogonophryne stewarti är en fiskart som beskrevs av Eakin, Eastman och Thomas J. Near 2009. Pogonophryne stewarti ingår i släktet Pogonophryne och familjen Artedidraconidae. Inga underarter finns listade i Catalogue of Life.